# Limerodops belangeri
Limerodops belangeri là một loài tò vò trong họ Ichneumonidae.